# Serantes (Santiso)
Serantes o Santa Eulalia de Serantes (llamada oficialmente Santaia de Serantes) es una parroquia y una aldea española del municipio de Santiso, en la provincia de La Coruña, Galicia.

## Entidades de población
Entidades de población que forman parte de la parroquia:
- Casal (O Casal)
- Eirexe
- Mosteiro
- O Padrón
- Serantes

## Demografía

### Parroquia
| Gráfica de evolución demográfica de Serantes (parroquia) entre 2000 y 2019 |
|                                                                            |
| Datos según el nomenclátor publicado por el INE.                           |

### Aldea
| Gráfica de evolución demográfica de Serantes (lugar) entre 2000 y 2019 |
|                                                                        |
| Datos según el nomenclátor publicado por el INE.                       |